# Фаллотоксины

Структурная формула фаллоидина, наиболее распространённого из фаллотоксинов

Фаллотоксины, также фаллоидины — группа органических соединений, представляют собой циклические гептапептиды, состоящие из 7 аминокислотных остатков, соединенные мостиками боковых цепей остатков триптофана и цистеина. За исключением указанных остатков все аминокислоты имеют L-конфигурацию. Чрезвычайно токсичные, проявляют гепатотоксическое воздействие, вызывают поражения клеток паренхимы печени (некрозы). Встречаются вместе с аматоксинами в плодовых телах грибов рода Аманита.

## Источники фаллотоксинов

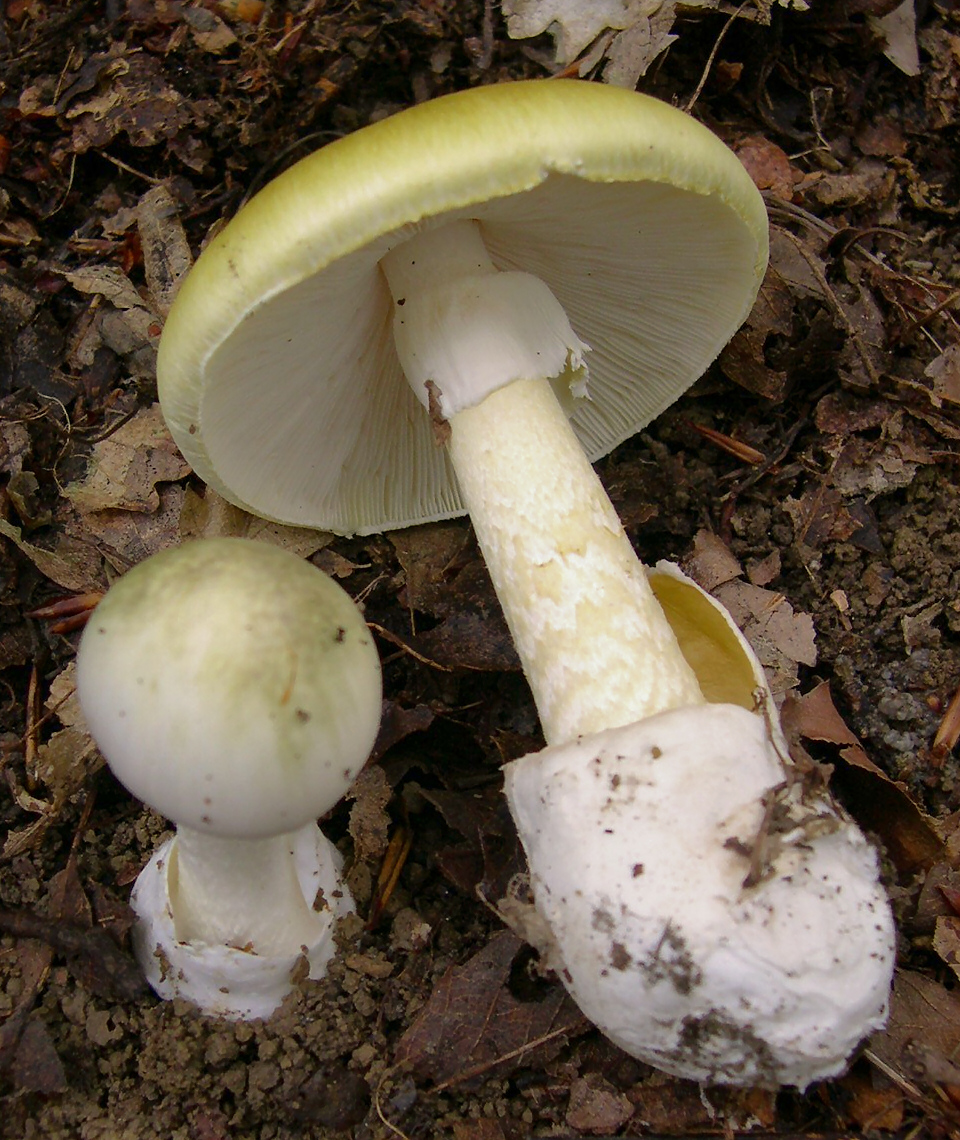
Бледная поганка, самый распространённый смертельно опасный гриб, содержащий фаллотоксины, где впервые они и были обнаружены.
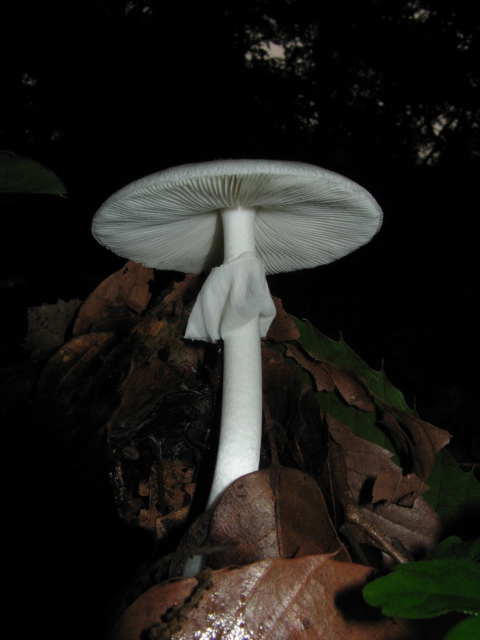
Мухомор весенний или поганка весенняя, смертельно опасный гриб, содержащий большое количество фаллотоксинов.
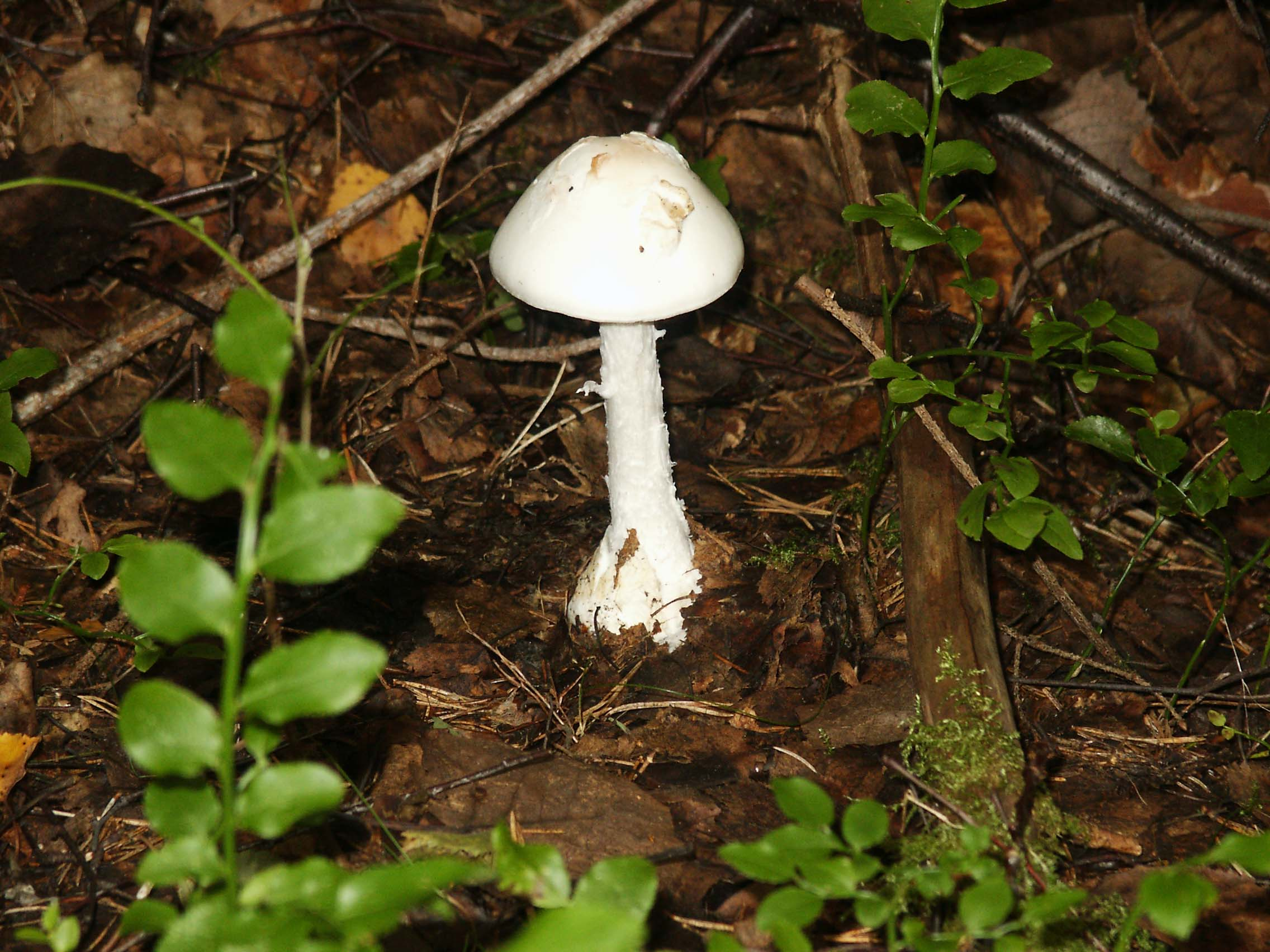
Мухомор вонючий или белая поганка, ещё один из смертельно опасных грибов рода Аманита.

## Структура

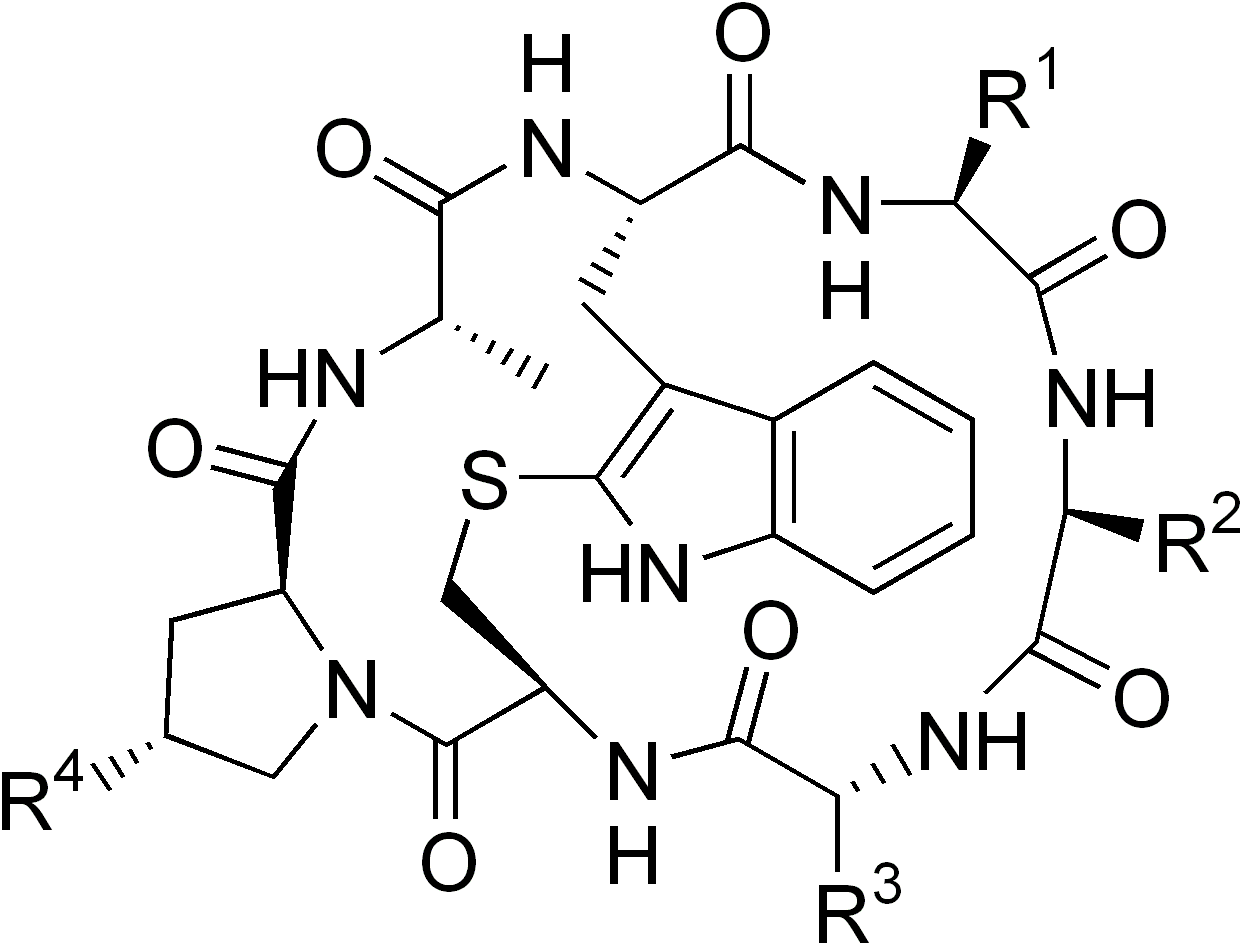
Структурная формула фаллотоксинов; вариабельные группы представлены в виде R^{1}—R^{4}